# Поляризаційна тотожність

Вектори у поляризаційній тотожності.

У лінійній алгебрі поляризаційна тотожність виражає скалярний добуток двох векторів через норму у нормованому векторному просторі. Поляризаційна тотожність зокрема описує коли норма породжується деяким скалярним добутком. 
Поляризаційна тотожність тісно пов'язана із правилом паралелограма, адже для нормованого простору (V, {\displaystyle \|\cdot \|}), скалярний добуток на V для якого {\displaystyle \|x\|^{2}=\langle x,\ x\rangle } існує якщо і тільки якщо виконується правило паралелограма. Тоді скалярний добуток однозначно виражається через норму саме за допомогою поляризаційних тотожностей:.

## Формули
Будь-який скалярний добуток на векторному просторі породжує норму:
{\displaystyle \|v\|={\sqrt {\langle v,v\rangle }}.}
Поляризаційні тотожності навпаки виражають скалярний добуток через норму (у випадках коли норма породжена скалярним добутком).  

### Дійсні векторні простори
Якщо векторний простір є над полем дійсних чисел, тоді виконують рівності:
{\displaystyle {\begin{aligned}\langle u,v\rangle &={\frac {1}{2}}\left(\|u+v\|^{2}-\|u\|^{2}-\|v\|^{2}\right)\\[3pt]&={\frac {1}{2}}\left(\|u\|^{2}+\|v\|^{2}-\|u-v\|^{2}\right)\\[3pt]&={\frac {1}{4}}\left(\|u+v\|^{2}-\|u-v\|^{2}\right).\end{aligned}}}
Різні варіанти поляризаційних тотожностей є еквівалентними згідно правила паралелограма:
{\displaystyle 2\|u\|^{2}+2\|v\|^{2}=\|u+v\|^{2}+\|u-v\|^{2}.}
Формули виводяться із властивостей скалярного добутку:
{\displaystyle {\begin{aligned}\|u+v\|^{2}&=\langle u+v,u+v\rangle \\[3pt]&=\langle u,u\rangle +\langle u,v\rangle +\langle v,u\rangle +\langle v,v\rangle \\[3pt]&=\|u\|^{2}+\|v\|^{2}+2\langle u,v\rangle ,\end{aligned}}}
і аналогічно
{\displaystyle \|u-v\|^{2}=\|u\|^{2}+\|v\|^{2}-2\langle u,v\rangle .}
Виразивши скалярний добуток через норми у цих тотожностях можна одержати перші дві форми поляризаційної тотожності. Віднявши від першої рівності другу можна одержати третю форму.

### Комплексні векторні простори
Дійсна частина скалярного добутку (незалежно від того чи він є у дійсних чи комплексних просторах і антилінійним по першій чи другій координаті) є симетричною білінійною формою, яку можна виразити поляризаційною тотожністю:
{\displaystyle {\begin{alignedat}{4}R(x,y):&=\operatorname {Re} \langle x\mid y\rangle =\operatorname {Re} \langle x,y\rangle \\&={\frac {1}{4}}\left(\|x+y\|^{2}-\|x-y\|^{2}\right)\\\end{alignedat}}}
Натомість уявна частина залежить від того чи добуток є антилінійним по першій чи другій координаті. 
Якщо скалярний добуток {\displaystyle \langle x\mid y\rangle } є антилінійним по першій координаті, тоді для всіх {\displaystyle x,y\in V:}
{\displaystyle {\begin{alignedat}{4}\langle x\mid y\rangle &={\frac {1}{4}}\left(\|x+y\|^{2}-\|x-y\|^{2}-i\|x+iy\|^{2}+i\|x-iy\|^{2}\right)\\&=R(x,y)-iR(x,iy).\\\end{alignedat}}}.
Якщо скалярний добуток {\displaystyle \langle x,\ y\rangle } є антилінійним по другій координаті, тоді для всіх {\displaystyle x,y\in V:}
{\displaystyle {\begin{alignedat}{4}\langle x,\ y\rangle &={\frac {1}{4}}\left(\|x+y\|^{2}-\|x-y\|^{2}+i\|x+iy\|^{2}-i\|x-iy\|^{2}\right)\\&=R(x,y)+iR(x,iy).\\\end{alignedat}}}
Останню рівність також можна записати як::
{\displaystyle \langle x,y\rangle ={\frac {1}{4}}\sum _{k=0}^{3}i^{k}\left\|x+i^{k}y\right\|^{2}.}

## Знаходження скалярного добутку у нормованому просторі
Якщо у нормованому просторі (V, {\displaystyle \|\cdot \|}) виконується правило паралелограма
{\displaystyle \|x+y\|^{2}+\|x-y\|^{2}=2\|x\|^{2}+2\|y\|^{2}}
тоді поляризаційні тотожності задають скалярний добуток для якого {\displaystyle \|x\|^{2}=\langle x,\ x\rangle } для всіх {\displaystyle x\in V}.
Це означає, що, наприклад, для дійсних векторних просторів, якщо виконується правило паралелограма, то функція, значення якої для {\displaystyle x,y\in V} є рівним {\displaystyle {\frac {1}{4}}\left(\|x+y\|^{2}-\|x-y\|^{2}\right)} є скалярним добутком.

### Доведення
Доведення дано для дійсних нормованих просторів. Для комплексних доведення аналогічне.  
Якщо норма задана скалярним добутком, то вона задовольняє поляризаційну тотожність
{\displaystyle \langle x,\ y\rangle ={\frac {1}{4}}\left(\|x+y\|^{2}-\|x-y\|^{2}\right)} для всіх {\displaystyle x,y\in V.}
Нехай тепер маємо довільний дійсний нормований простір із нормою {\displaystyle \|\cdot \|}, що задовольняє правило паралелограма. Тоді введена вище функція {\displaystyle \langle x,\ y\rangle )} є скалярним добутком, що породжує норму, тобто:
1. {\displaystyle \langle x,x\rangle =\|x\|^{2},\quad x\in V}
2. {\displaystyle \langle x,y\rangle =\langle y,x\rangle ,\quad x,y\in V}
3. {\displaystyle \langle x+z,y\rangle =\langle x,y\rangle +\langle z,y\rangle \quad } для всіх {\displaystyle x,y,z\in V,}
4. {\displaystyle \langle \alpha x,y\rangle =\alpha \langle x,y\rangle \quad } для всіх {\displaystyle x,y\in V,}  і всіх {\displaystyle \alpha \in \mathbb {R} }

(властивості {\displaystyle \langle x,x\rangle \geqslant 0} і {\displaystyle \langle x,x\rangle >0,\ x\neq 0} тоді випливають із аналогічних властивостей норми).
Властивості (1) і (2) відразу випливають із підстановки: {\displaystyle \langle x,x\rangle ={\frac {1}{4}}\left(\|x+x\|^{2}-\|x-x\|^{2}\right)=\|x\|^{2}} і властивості: {\displaystyle \|x-y\|^{2}=\|y-x\|^{2}}.  
Для доведення (3) необхідно довести:
{\displaystyle \|x+z+y\|^{2}-\|x+z-y\|^{2}{\overset {?}{=}}\|x+y\|^{2}-\|x-y\|^{2}+\|z+y\|^{2}-\|z-y\|^{2}}
Еквівалентно:
{\displaystyle 2(\|x+z+y\|^{2}+\|x-y\|^{2})-2(\|x+z-y\|^{2}+\|x+y\|^{2}){\overset {?}{=}}2\|z+y\|^{2}-2\|z-y\|^{2}}
До доданків у лівій стороні можна застосувати правило паралелограма:
{\displaystyle 2\|x+z+y\|^{2}+2\|x-y\|^{2}=\|2x+z\|^{2}+\|2y+z\|^{2}}
{\displaystyle 2\|x+z-y\|^{2}+2\|x+y\|^{2}=\|2x+z\|^{2}+\|z-2y\|^{2}}
Тоді після підстановки і перетворень одержується:
{\displaystyle {\cancel {\|2x+z\|^{2}}}+\|2y+z\|^{2}-({\cancel {\|2x+z\|^{2}}}+\|z-2y\|^{2}){\overset {?}{=}}2\|z+y\|^{2}-2\|z-y\|^{2}}
{\displaystyle \|2y+z\|^{2}-\|z-2y\|^{2}{\overset {?}{=}}2\|z+y\|^{2}-2\|z-y\|^{2}}
Але остання рівність одержується як різниця двох рівностей із правила паралелограма:
{\displaystyle \|2y+z\|^{2}+\|z\|^{2}=2\|z+y\|^{2}+2\|y\|^{2}}
{\displaystyle \|z-2y\|^{2}+\|z\|^{2}=2\|z-y\|^{2}+2\|y\|^{2}}
Це завершує доведення властивості (3).  
Із властивості (3) випливає {\displaystyle \langle nx,y\rangle =n\langle x,y\rangle } для {\displaystyle n\in \mathbb {N} } і тоді елементарно для всіх {\displaystyle n\in \mathbb {Z} .} Але із виконання (4) для {\displaystyle \alpha \in \mathbb {Z} } випливає (4) для {\displaystyle \alpha \in \mathbb {Q} }. Але скалярний добуток, сума і норма є неперервними у нормованому просторі, тому одержана внаслідок поляризаційної тотожності функція {\displaystyle \langle \alpha x,y\rangle -\alpha \langle x,y\rangle \ } є неперервною від дійснозначного аргумента {\displaystyle \alpha }. Тому оскільки ця функція є рівною 0 для раціональних чисел, вона має бути рівною 0 і для всіх дійсних чисел, що завершує доведення властивості (4).  

## Узагальнення

### Симетричні білінійні форми
Якщо B є  симетричною білінійною формою на векторному просторі, і Q є квадратичною формою заданою як
{\displaystyle Q(v)=B(v,v),}
то 
{\displaystyle {\begin{aligned}2B(u,v)&=Q(u+v)-Q(u)-Q(v),\\2B(u,v)&=Q(u)+Q(v)-Q(u-v),\\4B(u,v)&=Q(u+v)-Q(u-v).\end{aligned}}}
Цю формулу можна застосувати навіть у випадку полів характеристика яких є рівною 2, хоча у цьому випадку ліва сторона в усіх формулах буде рівною 0. У цьому випадку не існує формули для симетричних білінійних форм через квадратичні форми і ці два поняття є нееквівалентними.
Формули також можна застосувати для білінійних форм на модулях над комутативними кільцями, хоча знову ж квадратичну форму можна виразити через симетричну лише якщо 2 є оборотним елементом у кільці, в іншому випадку поняття не є еквівалентними. Наприклад для цілих чисел існують квадратичні форми і симетричні форми.